# Парламентские выборы в Чехословакии (1990)
Парламентские выборы в Чехословакии (1990) — выборы в Федеральное собрание Чехословакии, состоявшиеся 8 и 9 июня 1990.  Это были первые после 1946 года свободные выборы. На них большинство получила чехословацкая оппозиция. Гражданский форум получил большинство. КПЧ заняла 2-е место.

## Народная палата
| Партия                                                               | Доля голосов | Мест получено |
| Гражданский форум                                                    | 36,2 %       | 68            |
| Коммунистическая партия Чехословакии                                 | 13,6 %       | 23            |
| Общественность против насилия                                        | 10,4 %       | 19            |
| Христианско-демократическое движение                                 | 6,1 %        | 11            |
| Христианско-демократический союз                                     | 5,9 %        | 9             |
| Движение за самоуправляемую демократию — Партия за Моравию и Силезию | 5,4 %        | 9             |
| Словацкая национальная партия                                        | 3,5 %        | 6             |
| Альянс фермеров и деревни                                            | 3,4 %        | 0             |
| Чехословацкая социал-демократическая партия                          | 3,2 %        | 0             |
| Партия зелёных                                                       | 3,1 %        | 0             |
| Венгерское христианско-демократическое движение                      | 2,8 %        | 5             |
| Чехословацкая социалистическая партия                                | 1,9 %        | 0             |
| Демократическая партия                                               | 1,4 %        | 0             |
| Прочие партии                                                        | 3,1 %        | 0             |
| Всего                                                                | 100 %        | 150           |

## Палата национальностей
| Партия                                                               | Доля голосов | Мест получено |  |
| Гражданский форум                                                    | 34 %         | 50            |  |
| Коммунистическая партия Чехословакии                                 | 13,7 %       | 24            |  |
| Общественность против насилия                                        | 11,9 %       | 33            |  |
| Движение за самоуправляемую демократию — Партия за Моравию и Силезию | 6,2 %        | 7             |  |
| Христианско-демократический союз                                     | 6 %          | 6             |  |
| Христианско-демократическое движение                                 | 5,3 %        | 14            |  |
| Словацкая национальная партия                                        | 3,6          | 9             |  |
| Альянс фермеров и деревни                                            | 3,4 %        | 0             |  |
| Чехословацкая социал-демократическая партия                          | 3,3 %        | 0             |  |
| Партия зелёных                                                       | 3,2 %        | 0             |  |
| Венгерское христианско-демократическое движение                      | 2,7 %        | 7             |  |
| Чехословацкая социалистическая партия                                | 2 %          | 0             |  |
| Демократическая партия                                               | 1,2 %        | 0             |  |
| Прочие партии                                                        | 3,5 %        | 0             |  |
| Всего                                                                | 100 %        | 150           |  |